# Robert Flinker
Robert Flinker (* 16. Juli 1906 in Wischnitz/Bukowina; † 15. Juli 1945 in Bukarest) war ein deutschsprachiger Arzt und Schriftsteller.

## Leben
Robert Flinker entstammte einer jüdischen Familie. Er besuchte das Gymnasium in Czernowitz und studierte anschließend an der Universität Wien Medizin. 1930 promovierte er zum Doktor der Medizin. Von 1930 bis 1932 wirkte er in Deutschland und von 1932 bis 1936 in Czernowitz als Nervenarzt. Anschließend hielt er sich studienhalber in der Schweiz auf, wo er bis 1940 als Arzt an der Neurologischen Klinik in Zürich tätig war. Nach seiner Rückkehr nach Czernowitz war er Chefarzt an der dortigen Nervenheilanstalt. Während der Jahre von 1941 bis 1944, in denen die Bukowina zu Beginn des Krieges gegen die Sowjetunion von deutschen Truppen erobert wurde und anschließend unter rumänischer Verwaltung stand, war die Situation für die jüdische Bevölkerung von Judenverfolgungen und -deportationen geprägt. Robert Flinker hielt sich während dieser Zeit versteckt; erst nach dem Abzug der Wehrmacht im Jahre 1944 wirkte er wieder als Arzt, nunmehr als leitender Arzt am Bukarester Zentralkrankenhaus. Ein Jahr später beging er aus Liebeskummer Selbstmord.
Robert Flinker war neben seinem Hauptberuf als Arzt auch als Schriftsteller tätig. Er verfasste Romane, Erzählungen und Gedichte. Während seine Lyrik stark an die Hermann Hesses angelehnt ist, weisen seine Prosawerke eine bemerkenswerte Nähe zum Stil Franz Kafkas auf. Robert Flinkers Werke wurden erst posthum von seinem Bruder, dem Germanisten Ernst Maria Flinker, herausgegeben.

## Werke
- Die Psychologie und Psychopathologie der Hysterie. Leipzig: Georg Thieme Verlag 1938.
- Fegefeuer. Ausgewählte Prosa. Auswahl u. Textbetreuung: Ernst Maria Flinker. Vorwort von Viktor Theiss, Nachwort von Oscar Walter Cisek. Bukarest: Literaturverlag 1968.
- Der Sturz. Roman. Mit einem Nachwort von Viktor Theiss. Bukarest: Kriterion-Verlag 1970.
- Fegefeuer. Erzählende Prosa. Mit Nachworten von Wolfgang Kraus, Viktor Theiss und Oscar Walter Cisek. Wien: Europaverlag 1972. ISBN 3-203-50415-4.
- Fegefeuer. Roman. Mit einem Nachwort von Bernd Kolf. Olten und Freiburg im Breisgau: Walter-Verlag 1983, ISBN 3-530-22701-3.
- Fegefeuer. Roman. Mit einem Nachwort von Bernd Kolf. Aachen: Rimbaud Verlag 2005 (Rimbaud-Taschenbuch Nr. 30/31, Bukowiner Literaturlandschaft Bd. 24), ISBN 978-3-89086-675-8.
- Der Sturz. Roman. Mit einem Nachwort von Bernhard Albers. Aachen: Rimbaud Verlag 2013 (Bukowiner Literaturlandschaft Bd. 64), ISBN 978-3-89086-451-8.
- Der Traum. Ausgewählte Prosa. Aachen: Rimbaud Verlag 2021 (Rimbaud-Taschenbuch Nr. 131, Bukowiner Literaturlandschaft Bd. 82), ISBN 978-3-89086-421-1.
- Ferner Berge blauer Glanz. Gedichte. Aachen: Rimbaud Verlag 2021 (Lyrik-Taschenbuch Nr. 127, Bukowiner Literaturlandschaft Bd. 98), ISBN 978-3-89086-422-8.